# Dysdera hiemalis
Dysdera hiemalis là một loài nhện trong họ Dysderidae.
Loài này thuộc chi Dysdera. Dysdera hiemalis được Christa Deeleman-Reinhold miêu tả năm 1988.